# Короткохвостая шиншилла
Короткохвостая шиншилла (лат. Chinchilla chinchilla, ранее известная как лат. Chinchilla brevicaudata), также называемая боливийской, перуанской или королевской шиншиллой — вид грызунов семейства шиншилловых, находящийся под угрозой исчезновения. Естественный ареал — Чилийско-Аргентинские Анды, Перу и Боливия. Ценный мех грызунов стал причиной сильного уменьшения их численности.

## Описание
Длина тела шиншиллы составляет 30—38 см, масса около 500—800 г. Сильные задние лапы длиннее передних, благодаря им шиншиллы могут карабкаться и прыгать. По сравнению с длиннохвостыми шиншиллами, у короткохвостых шея и плечи толще, а хвост короче.

## Распространение
В дикой природе шиншиллы прячутся под камнями или выкапывают норы в земле. Большинство шиншилл живёт в холодном климате, к которому они хорошо приспособлены из-за плотного меха. В основном питаются растительностью. Шиншиллы относятся к социальным животным, они живут колониями или стадами. Как правило, в помёте шиншиллы 1—2 детёныша.

## Разведение
Шиншилл часто разводят в неволе из-за их меха, который пользуется большим спросом в меховой промышленности. Коммерческая охота на шиншилл началась в 1829 году и увеличивалась с каждым годом, достигая сбыта около полумиллиона шкурок в год, в связи с растущим в Соединённых Штатах и Европе спросом на меха и кожу. Непрерывная масштабная охота прекратилась лишь к 1917 году, когда шиншиллы оказались на грани исчезновения. Закон о запрете охоты на шиншилл вступил в силу в 1929 году, но фактически не исполнялся до 1983 года. В публикациях начала 1990-х гг. упоминается, что последний раз присутствие короткохвостой шиншиллы в дикой природе задокументировано в 1953 году. Однако затем чилийскими учёными была обнаружена небольшая популяция короткохвостой шиншиллы, снимок, иллюстрирующий эту статью, сделан в 2001 г.

## Сохранение вида
Из-за угрозы исчезновения короткохвостых шиншилл в 1890-х гг. в Чили принимались различные меры по сохранению вида. Однако данные меры имели нерегулярный характер. Договор, подписанный в 1910 году между Чили, Боливией, Аргентиной и Перу, стал первым международным шагом в запрете охоты и продаже шиншилл. К сожалению, это привело к значительному росту цен на шиншилл, следствием чего стало ещё большее их истребление. Ситуация оставалась неизменной до появления первого закона о защите шиншилл в Чили в 1929 году. На сегодняшний день короткохвостые и длиннохвостые шиншиллы занесены в список исчезающих животных в Чили, а также причислены к категории видов на грани исчезновения Международным союзом охраны природы. Охота на шиншилл в дикой природе сократилась благодаря их успешному разведению в неволе.